# 扎利皮亞
49°25′57″N 24°34′42″E / 49.43250°N 24.57833°E
扎利皮亞（烏克蘭語：Залип'я），是烏克蘭西部的村莊，隸屬伊萬諾-弗蘭科夫斯克州的伊萬諾-弗蘭科夫斯克區。該村始建於1995年，面積9.85平方公里，2001年人口236，人口密度每平方公里24人。